# Decretum des Ivo von Chartres
Das Decretum des Ivo von Chartres ist eine Kanones-Sammlung, die Ivo von Chartres um 1095 anlegte. Die Sammlung ist eine der umfangreichsten Rechtssammlungen des Mittelalters und enthält Bestimmungen zu beinahe allen Aspekten des kirchlichen Lebens. Die Sammlung ist nach unterschiedlichen Rechtsmaterien in siebzehn Bücher gegliedert.

## Inhalt, Struktur, Entstehung
Das Decretum besteht aus dem Prolog Ivos (einem ausführlichen Traktat zur Auslegung des kanonischen Rechts), einer Übersicht über den Inhalt sowie siebzehn Büchern, die zusammen ca. 3760 Kanones enthalten. Es handelt sich damit um eine der umfassendsten Kanones-Sammlungen des Mittelalters. Die ersten Bücher sind den Sakramenten gewidmet, Buch 5 behandelt die kirchliche Hierarchie, es folgen weitere Bücher unter anderem zu monastischen Gemeinschaften, zum Eherecht und anderen Themen; das vorletzte Buch ist ein Bußbuch, das letzte ist der spekulativen Theologie gewidmet. Auffällig ist der breite Raum, der der Taufe und der Eucharistie (insbesondere dem Berengar-Streit) gewidmet ist, und ein selbständiges Buch De officiis laicorum („Von Laienangelegenheiten“; Buch 16), das so keine Parallele in älteren Kanonessammlungen hat.
Die Herkunft der Kanones ist sehr unterschiedlich; neben Auszüge aus Dekretalen und Konzilsbeschlüssen enthält das Decretum auch Auszüge aus Bußbüchern, Liturgica, Glaubensbekenntnissen, römisches Recht, Kapitularien und sehr zahlreiche Auszüge aus den Schriften der Kirchenväter (alle voran Augustinus).
Als Vorlagen dienten der Liber decretorum des Burchard von Worms, Teil A der sogenannten Tripartita, die Arsenal-Sammlung, die Britannica sowie einige kleinere Sammlungen. Daneben müssen eine Reihe patristischer Werke verwendet worden sein, denen Ivo offenbar direkt zahlreiche Kanones entnahm (jedenfalls lassen sie sich in den älteren Sammlungen nicht finden). Als Ausgangspunkt für die meisten der siebzehn Bücher des Decretum dienten ein oder zwei Bücher des Liber decretorum, die den Kern eines neuen Buches bildeten, an dessen Anfang und Schluss weiteres Material aus anderen Quellen angefügt wurde. Offenbar wurde in weiteren Bearbeitungsschritten sehr sorgfältig darauf geachtet, interne Überlappungen (durch Aufnahme identischer Kanones aus zwei oder mehr verschiedenen Vorlagen) möglichst weitgehend zu eliminieren.

## Rezeption
Auch wenn sich relativ wenige vollständige Handschriften erhalten haben, belegen die relativ große Zahl der Fragmente, Überarbeitungen sowie Sammlungen, die vom Decretum abhängig sind, dass Ivos Sammlung rasch eine weite Verbreitung in Frankreich, England und darüber hinaus fand. Zwei Sammlungen, die im Wesentlichen Kurzfassungen des Decretum sind (nämlich Teil B der Tripartita und die Panormia) gehören zur relativ kleinen Zahl der für das Decretum Gratiani verwendeten Sammlungen.

## Ausgaben
- Decretum D. Iuonis episcopi Carnutensis septem ac decem tomis siue partibus constans, scriptum quidem ante annos quadringentos quinquaginta, sed antehac nunquam in lucem aeditum, nunc autem primùm diuulgatur cura ac studio Io. Molinaei Gandensis, Gravius, Löwen 1561 (Digitalisat) [= Editio princeps durch Jean van der Meulen.]
- Jean Fronteau (Hrsg.): D. Ivonis Carnotensis episcopi opera omnia in duas partes distributa, Paris 1647.   (Digitalisat) [Verschlechterter Nachdruck der editio princeps.]
- Jacques-Paul Migne (Hrsg.): Sancti Ivonis Carnotensis episcopi opera omnia, vol. I (= Patrologia latina, Band 161), Paris 1854, Sp. 47–1022. [Nachdruck der Ausgabe Fronteaus; nicht zur Verwendung empfohlen.]
- Bruce Clark Brasington: Ways of Mercy. The Prologue of Ivo of Chartres: Edition and Analysis (= Vita regularis. Editionen, Band 2) Lit, Münster 2004, ISBN 978-3-8258-7386-8, S. 115–142 [Ausgabe des Vorwortes zum Decretum auf relativ breiter Handschriftenbasis.]
- Martin Brett et al. (Hrsg.): Ivo, Decretum, https://ivo-of-chartres.github.io/decretum.html [Arbeitstext der im Entstehen begriffenen kritischen Ausgabe auf Basis aller bekannten Textzeugen.]

## Übersetzungen
- Robert Somerville, Bruce Clark Brasington: Prefaces to Canon Law Books in Latin Christianity: Selected Translations, 500–1317. 2. Auflage. Catholic University of America Press, Washington 2020, S. 113–132. [Vorwort.]